# Phtalate de dibutyle
Pour les articles homonymes, voir DBP.
Le phtalate de dibutyle (nommé couramment DBP) est un composé organique qui consiste en l'ester n-butylique de l'acide phtalique. Il est souvent utilisé comme plastifiant. Il est également employé comme additif pour les adhésifs ou les encres d'impressions. Il est soluble dans différents solvants organiques, par exemple dans l'éthanol, l'éther diéthylique et le benzène.

## Production
Cette molécule est produite par la réaction du n-butanol avec l'anhydride phtalique. Ce composé est ou était produit aux États-Unis par Eastman Chemical Company, mais la compagnie annonce en mars 2011 qu'elle veut arrêter la production d'ici décembre 2011.

## Exposition
En se basant sur des échantillons d'urine de personnes de différents âges, la Commission européenne Scientific Committee on Health and Environmental Risks (SCHER) a conclu que des efforts devaient être faits pour réduire l'exposition au DBP, une partie significative de la population étant exposée à des absorptions supérieures à la dose journalière tolérable.

## Contrôle législatif

### Union européenne
L'utilisation de cette substance dans les cosmétiques, y compris les vernis à ongles, est interdite dans l'Union européenne sous la directive 76/768/EEC 1976.
L'utilisation du DBP est limitée dans la fabrication des jouets pour enfants dans l'Union européenne depuis 1999.

### États-Unis
Le DBP a été ajouté à la liste de la California Proposition 65 (1986) des produits suspectés d'être tératogènes en novembre 2006. Il est suspecté d'être un perturbateur endocrinien. Il était utilisé dans quelques vernis à ongles, mais depuis 2006, tous les fabricants ont supprimé ce composant de leurs produits.
Le DBP a été banni de manière permanente des jouets pour enfants, pour des concentrations de 1 000 ppm ou plus, sous le régime de la section 108 du Consumer Product Safety Improvement Act de 2008 (CPSIA).

## Sécurité
La dose toxique minimale (TDLo) (humain, oral) vaut 140 mg/kg. La dose journalière tolérable fixée par la Commission européenne est de 0,01 mg/kg de masse corporelle par jour.

## Biodégradation
Le champignon Polyporus brumalis dégrade le DBP.